# Massacre da Basileia
Massacre da Basileia de Judeus ocorreu em 9 de Janeiro de 1349, como parte das Perseguições durante a Peste Negra de 1347 a 1351.  Após a propagação da Peste Negra através da zona rural de Saboia e subsequentemente Basileia, judeus eram acusados de terem envenenado os poços, porque eles eram vistos como tendo uma menor taxa de mortalidade pela peste do que os não-judeus. 
Os City Fathers da Basileia tentaram proteger os seus judeus, mas sem sucesso, e 600 judeus, incluindo o rabino da comunidade, foram queimados na fogueira. Mais tarde, 240 crianças judias foram forçadas a se converterem ao Catolicismo.
Após o massacre, foi decretado que todos os judeus estavam proibidos de se estabelecerem na cidade da Basileia pelos próximos 200 anos, embora este decreto tenha sido revogado algumas décadas depois. 